# Stolthed og fordom
Stolthed og fordom er en roman af den engelske forfatter Jane Austen, der blev udgivet i 1813. 
Stolthed og fordom er dramatiseret flere gange, både som spillefilm og som tv-serie. Se liste i artiklen Jane Austen.

## Bogens plot
Handlingen foregår i Hertfordshire i 1800-tallet og omhandler en typisk engelsk middelklassefamilie med fem giftefærdige døtre; hovedpersonen er den næstældste datter, Elizabeth. Især Mrs. Bennets vil gerne have sine døtre gift med rige mænd som pigernes fætter, Collins, der står til at arve deres gård. Da den unge og rige mr. Bingley flytter til egnen og får et godt øje til den ældste datter, Jane Bennet, synes hendes lykke gjort. Den næstældste datter, Elizabeth Bennet, møder Bingleys rige ven, den arrogante mr. Darcy. Men Elizabeth har et princip om, at hun kun vil giftes af kærlighed.

## Handling
Mrs. Bennet har én interesse i livet: at få sine døtre gift med rige mænd, da døtrene ikke kan arve faderens herregård, som vil gå til Mr. Collins ved Mr. Bennets død. Da en rig, ung mand – Mr. Bingley – flytter ind i nabolaget bliver Mrs. Bennet begejstret, da hun er sikker på, at han vil gifte sig med en af hendes døtre. Mr. Bingley har lejet Netherfield og planlægger at bo der et stykke tid sammen med sine to søstre, sin svoger og sin gode ven, Mr. Darcy.
Familien Bennet møder første gang Mr. Bingley og hans venner til et bal i Maryton, hvor Mr. Bingley viser sig, at være venlig og uprætentiøs. Han danser med mange af de unge piger, men viser især den smukke Jane Bennet (den ældste af de fem Bennetdøtre), stor interesse og danser flere gange med hende. Mr. Darcy gør derimod sig selv upopulær, til trods for hans gode udseende og store indkomst, idet han virker både stolt og usympatisk. Mr. Bingley prøver ellers at overtale sin gode ven, Mr. Darcy, til at danse med Elizabeth Bennet, men det afviser han med den begrundelse, at hun ikke er køn nok. Det overhører Elizabeth, men i stedet for at blive såret, griner hun af Mr. Darcy og fortæller sine søskende og veninder, hvad han har sagt, hvad der selvsagt gør ham endnu mere upopulær. Senere fortæller Mr. Darcy dog Miss Bingley, at han synes, at Elizabeth har smukke øjne. Det gør Miss Bingley jaloux, da hun har planer om at blive gift med Mr. Darcy. Jane Bennet bliver præsenteret for Mr. Bingleys to søstre til ballet i Meryton, og hun bliver inviteret til at tilbringe en aften på Netherfield med de to søstre, mens herrerne er på jagt. Selvom det ser ud til regn, så tvinger Mrs. Bennet Jane til at ride til Netherfield i håbet om, at hun bliver nødt til at overnatte der og på den måde komme i nærmere kontakt med Mr. Bingley. På vej til Netherfield bliver Jane fanget i regnvejret og får en slem forkølelse, som tvinger hende til at blive på Netherfield i flere dage. Elizabeth tager til Netherfield for at pleje sin højt elskede (store-)søster, og vækker mere af Mr. Darcys interesse og Miss. Bingleys jalousi. Til trods for Mr. Darcys voksende følelser for Elizabeth, så føler hun stadig at han behandler hende med både stolthed og kulde og Elizabeth udtrykker da også lettelse, da hun og Jane endelig kan forlade Netherfield. Bortset fra Mr. Bingley bryder hun sig ikke om nogle af beboerne på Neitherfield.
Mr. Collins, som er præst og den fætter, som vil arve familien Bennets herregård, ankommer for at besøge familien. Mrs. Bennet er først meget kold mod Mr. Collins, da hun føler, at det er hans skyld, at hendes døtre ikke kan arve herregården, men Mr. Collins lader hende vide, at han faktisk er kommet for at vælge en af hendes døtre, at gifte sig med. Mr. Collins er opblæst, uintelligent og lader sig lede i alle spørgsmål af sin protektor, Lady Cathrine de Bourgh, som han beundrer ud over alle grænser. Han nævner fx flere gange hendes (Lady Cathrine de Bourghs), investering i en dyr kamin (8000 Pund). Hans første valg er den smukke Jane, men Mrs. Bennet lader ham vide, at de regner med, at hun snart vil blive forlovet med Mr. Bingley og han skifter derfor hurtigt sin interesse på Elizabeth. Da han frier til hende afviser Elizabeth ham, til trods for Mrs. Bennets raseri over dette. Elizabeths gode veninde, Charlotte Lucas inviterer Mr. Collins hjem til hendes familie, hvor Mr. Collins følelser for Elizabeth ændrer sig. Charlotte Lucas ønsker sig brændende, at blive gift og slippe for at blive en gammeljomfru. Elizabeth bliver chokeret, da hun finder ud af, at Mr. Collins og Charlotte er forlovet. Hun ved, at Charlotte hverken elsker eller respekterer Mr. Collins og er bange for, at det vil blive et ulykkeligt ægteskab. 
Meryton har i nogen tid været base for et regiment soldater, til begejstring for især de yngste og mest pjankede døtre, Kitty og Lydia, som har lært flere af de unge officerer, at kende. Elizabeth bliver introduceret til en ung og indtagende officer, Mr. Wickham, som fortæller hende, at han kender Mr. Darcy. Hans far var godsforvalter på Mr. Darcys fars gods. Som dreng legede han sammen med Mr. Darcy, men følte sig senere dårligt behandlet af Mr. Darcy, som nægtede ham et præsteembede. Et embede, som den gamle Mr. Darcy ellers havde lovet ham. Dette billede af ham, som en stolt og usympatisk mand, forstærker yderligere Elizabeths modvilje mod Mr. Darcy.  
Bingley og hans venner forlader pludselig Neitherfield, hvilket knuser Jane som er blevet forelsket i Mr. Bingley. Elizabeth råder Jane til at besøge deres onkel og tante i London, hvor der er en god chance for, at hun atter vil kunne gense Mr. Bingley. Jane tager af sted, men ser aldrig Mr. Bingley og opdager samtidig at Miss Bingley ikke synes spor godt om hende længere. 
Imens besøger Elizabth Mr. Collins og Charlotte, hvor hun genser Mr. Darcy, som sammen med sin fætter, Fitzwilliam, besøger sin tante, Lady Catherine de Bourgh. Elizabeth er ikke klar over, at Mr. Darcy er blevet forelsket i hende og hun bliver derfor meget overrasket, da Mr. Darcy frier til hende. Mr. Darcys frieri er meget nedladende og han fortæller hende, at han er blevet forelsket i hende, til trods for hans egen vilje og hendes anstødelige familie. Han bliver meget overrasket, da Elizabeth afviser ham, og da han spørger om hendes grund, siger hun, at det skyldes hans modstand mod Mr. Bingleys kærlighed til hendes storesøster, Jane, som han har forhindret, hans dårlige behandling af Mr. Wickham og hans opførsel er derfor slet ikke en gentleman værdig.
Den næste dag sender Mr. Darcy Elizabeth et brev, hvori han forklarer sine handlinger. Han indrømmer, at have gjort alt, hvad han kunne, for at skille Mr. Bingley og Jane ad. Han skriver, at han ikke troede at Jane virkede forelsket i Mr. Bingley og at Mr. Bingley ville få sit hjerte knust, hvis forbindelsen ikke blev afbrudt. Mr. Darcy fortæller også sin version af historien om Mr. Wickham, som afviste at blive præst og blev i stedet tilbudt et stort pengebeløb (30.000 Pund) i stedet for det præsteembede, som han ellers skulle have haft. Da pengene var opbrugt forsøgte han af overtale Mr. Darcys søster, som på det tidspunkt kun var 15 år, til at stikke af med ham, for at få fingre i hendes arv. Elizabeth er ydmyget over at have taget sådan fejl af Mr. Darcy og hun begynder at se ham i et nyt lys. Da hun senere er på ferie med sin tante og onkel, bliver hun overtalt til at besøge Pemberly, Mr. Darcys gods, dog først efter hun er blevet overbevist om, at han ikke er hjemme. Til hendes store overraskelse og ydmygelse dukker Mr. Darcy pludselig op. Han er kommet en dag tidligere hjem end beregnet. Elizabeth bliver også overrasket over Mr. Darcys gode behandling af hende, hendes tante og onkel. Mr. Darcy er både varm, høflig og empatisk og viser ingen tegn på den stolthed og nedladenhed, som hun før så i ham.
Netop som Elizabeth forhold til Mr. Darcy begynder at varme mere op, modtager Elizabeth et brev hjemmefra, som fortæller at hendes yngste søster, Lydia, er stukket af sammen med Mr. Wickham. Elizabeth er sikker på, at denne skandale vil få Mr. Darcy til at afsky hende og hendes familie, lige meget hvilke følelser han har haft for hende. Elizabeth skynder sig hjem sammen med sin tante og onkel, og alt er kaos, især da det bliver opdaget at Mr. Wickham ikke har giftet sig med Lydia, men at de bor sammen i London! Elizabeths onkel finder dem tilsyneladende og bestikker Mr. Wickham til at gifte sig med Lydia. Men en skødeløs bemærkning fra Lydia overbeviser Elizabeth om, at det i virkeligheden var Mr. Darcy, som fandt dem og betalte Mr. Wickham. Elizabeth følelser for Mr. Darcy bliver nu fuldstændig vækket.
Snart efter vender Mr. Bingley tilbage til Neitherfield, og med Mr. Darcys hjælp og velsignelse bliver de snart forlovet. Lady Cathrine de Bourg har i mellemtiden fundet ud af Mr. Darcys følelser for Elizabeth og hun besøger hende for at afkræve et løfte om, at Elizabeth aldrig vil gifte sig med Mr. Darcy. Dette nægter Elizabeth dog, og Lady Cathrine opsøger i stedet Mr. Darcy for at prøve at kræve det samme løfte fra ham. Men da Mr. Darcy hører, at Elizabeth ikke har ville afgivet et sådan løfte, vækker det hans håb og han frier til hende endnu en gang, og denne gang er Elizabeths svar et ja.

## Persongalleri
Elizabeth Bennet – Den kvindelige hovedperson. Den næstældste af familien Bennets døtre, 20 år gammel. Elizabeth bliver vist som intelligent, livlig, køn og vittig, mens hendes fejl er en tendens til at dømme folk efter første indtryk. Hun har et nært forhold til sin far, sin søster Jane, sin tante mrs. Gardiner og sin nabo, Charlotte Lucas. 
Mr. Fitzwilliam Darcy – Den mandlige hovedperson. Over 26 år gammel, ugift og den velhavende ejer af godset Pemberly. Mr. Darcy bliver vist som flot og intelligent, men også stolt og dømmende. Han gør et dårligt første indtryk på fremmede, som f.eks. beboerne i Meryton, men er meget afholdt af dem som kender ham godt. Han er en nær ven af Charles Bingley.
Mr. Bennet – Er gift og har fem døtre. Mr. Bennet er en intelligent mand som afskyr hans kones og tre yngste døtres pjank, men i stedet for at prøve at rette op på dem nøjes han med at gøre grin med dem. Han har et nært forhold til sine to ældste døtre, især Elizabeth som er hans yndling. 
Mrs. Bennet – Gift med Mr. Bennet og moder til Elizabeth og hendes fire søstre. Hendes største mål i livet er at finde rige mænd hendes døtre kan gifte sig med. Mrs. Bennet bliver vist som pjanket og uintelligent, hendes opførsel er til tider udannet hvilket ydmyger hendes ældste døtre. Hendes yndlingsdatter er den yngste, Lydia.  
Jane Bennet – Den ældste af Bennet døtrene, 22 år gammel og meget smuk. Hende personlighed er sødere og mere genert end Elizabeths, hendes mest bemærkelsesmæssige træk er hendes ønske om kun at se godt i andre mennesker- 
Mary Bennet – Den mellemste af Bennet døtrene, ca. 18 år gammel. Den eneste af søstrene som ikke er køn, men arbejder til gengæld hårdt for at opnå  nogle talenter og bruger det meste af sin tid på at læse og spille klaver. Den eneste af Bennet søstrene som gerne ville giftes med deres fætter, Mr. Collins.
Catherine (Kitty) Bennet – Den næstyngste af Bennet søstrene, 17 år gammel, bliver vist som mindre enerådig men lige så pjanket som sin yngre søster, Lydia.
Lydia Bennet – Den yngste af Benne søstrene, 15 år gammel, Lydia bliver beskrevet som pjanket og enerådig. Det vigtigste i hendes liv er at flirte med de officerer som er udstationeret i Maryton. Hun dominerer sin ældre søster Kitty og bliver støttet i alt af sin mor.
Charles Bingley – Har lejet godset Neitherfield nær Meryton. Er 22 år gammel, flot, venlig, rig og charmerende og derfor meget populær i Meryton. Han mangler dog beslutsomhed og bliver nemt påvirket af andre.
Caroline Bingley – Charles Bingleys ugifte søster som flytter med ham til Neitherfield for at holde hus for ham. Hun er vant til det mondæne liv i London og der derfor ned på indbyggerne i Meryton som hun finder landlige og udannet. Hun håber at blive gift med Mr. Darcy og er derfor meget jaloux på Elizabeth.
Mrs. Hurst – Charles Bingley søster som er gift med Mr. Hurst, har et tæt forhold til sin søster Caroline.
Mr. Hurst  – Gift med Mrs. Hurst og Charles Bingleys svigerbror. Eneste interesser i livet er jagt og druk.
George Wickham – En af officererne som et udstationeret i Maryton og søn af Darcys fars godsforvalter. Han er flot og charmerende og gør et godt indtryk på indbyggerne i Meryton, især med hans fortællinger om hvordan Mr. Darcy – som ingen bryder sig om – har snydt ham for et løfte givet af hans fader. Han bliver senere afsløret som økonomisk og moralsk uansvarlig. Elizabeth og Wickham flirter en overgang.
William Collins – Mr. Bennets fætter og arving. Har for nylig fået et præsteembede tilhørende Lady Cathrine de Bourgh i Kent. Mr. Collins er opblæst og uintelligent og lader sig lede i alle spørgsmål af sin protektor. Frier til Elizabeth, men gifter sig med Charlotte Lucas efter hun siger nej.
Charlotte Lucas – Elizabeths gode veninde. Intelligent og kløgtig, men stadig ugift i en alder af 27 år, hun gifter sig med Mr. Collins selvom hun hverken elsker eller respekterer ham. 
Lady Catherine De Bourgh – Mr. Darcys tante og Mr. Collins protektor – er arrogant og kontrollerende og ønsker at Darcy skal giftes med hendes syglige datter. 
Georgiana Darcy – Darcys yngre søster er 16 år, meget dygtig til at spille klaver, genert og sød.
Colonel Fitzwilliam – Mr. Darcys fætter og sammen med ham formynder over Georgiana. Han er tiltrukket af Elizabeth, men bliver nødt til at gifte sig til penge.